# 中租控股
中租迪和（英語：Chailease Finance Co., Ltd.，臺證所：5871，簡稱中租）是台灣的租賃服務公司之一，於兩岸三地及亞洲各國以子公司或轉投資公司的名義，提供資產為基礎的融資服務，在台灣是以回台第一上市「中租-KY」名義掛牌，由鹿港辜家所創辦，目前則是由辜濂松么子辜仲立所持股主導。
中租迪和最早是來自於1977年、主要以生產設備租賃為主的中國租賃公司，以及1980年、主要以分期付款業務為主的迪和公司。兩家公司在1995年合併為現在的中租迪和，並開辦國內應收帳款管理業務，另有以消費性分期為主的仲信資融股份有限公司，主打零卡分期支付平台；服務企業及個人風險管理的中租保經。至2015年底止，中租迪和在台灣市占率達47%，來自新興產業的營收則超過五成。
2011年7月11日起股票上櫃，並於同年12月13日於臺灣證券交易所正式掛牌上市。

## 外部連結
- 中租迪和股份有限公司 （页面存档备份，存于）（繁體中文）（英文）
- 中租迪和股份有限公司（页面存档备份，存于）（繁體中文）（英文）
- 中租保險經紀人股份有限公司（页面存档备份，存于）（繁體中文）（英文）